# Tom Kristensson

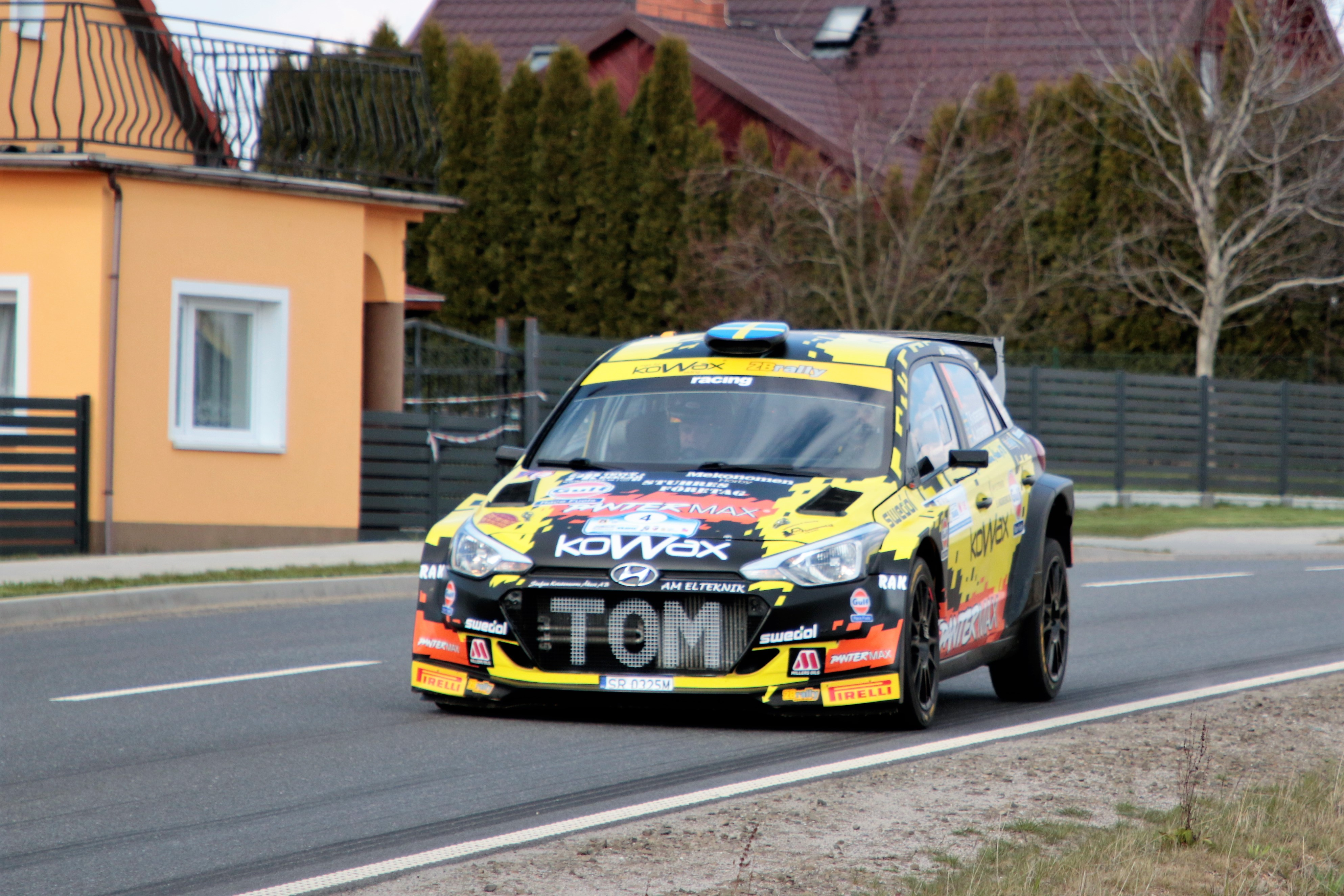
Tom Kristensson podczas Rajdu Świdnickiego 2022

Tom Kristensson (ur. 30 kwietnia 1991 w Lund w Szwecji) – szwedzki kierowca rajdowy, rajdowy mistrz świata JWRC w roku 2020, rajdowy wicemistrz świata JWRC w roku 2019 oraz rajdowy mistrz Polski w roku 2022.

## WynikiJWRC
| Rok  | Zespół                     | Samochód       | 1     | 2      | 3     | 4     | 5     | Msc. | Punkty |
| ---- | -------------------------- | -------------- | ----- | ------ | ----- | ----- | ----- | ---- | ------ |
| 2019 | Tom Kristensson            | Ford Fiesta R2 | SWE 1 | FRA 2  | ITA 3 | FIN 1 | GBR 2 | 2    | 118    |
| 2020 | Tom Kristensson Motorsport | Ford Fiesta R2 | SWE 1 | EST NU | ITA 1 | MNZ 1 |       | 1st  | 100.5  |